# Paulin-André-Jean Le Bleu
Paulin-André-Jean Le Bleu, francoski general, * 1879, † 1962.